# Borgloon
Borgloon (sovint escurçat Loon), (francés Looz, limburguès Loeën) és una ciutat a la província de Limburg, amb aproximadament 10.000 habitants. Des del 2025, forma part del nou municipi de Tongeren-Borgloon.

## Història
Loon és un mot d'origen germànic que significa turó emboscat, Borg significa fortificació. Borgloon deu doncs el seu nom a la posició al cim d'un turó d'uns 30 metres. La primera menció escrita data del 1078. La ciutat es trobà al costat d'una via romana. Els comtes de Loon van triar el lloc estratègic per a construir un castell, centre de la ciutat fortificada amb dues corones de muralles el 1200, quan va obtenir el dret de ciutat i incorporar-se a les Bones Viles del principat de Lieja.
Aviat, la ciutat perdrà la seva importància quan la ciutat de Hasselt, amb una posició més central al comtat, creixerà i finalment rebrà el títol de capital del comtat, en detriment de Loon.
L'any 1795 els francesos van annexar la ciutat, que va ser territori francès fins a la desfeta de Waterloo i la creació el 1815 del Regne Unit dels Països Baixos. Des de 1830, la ciutat és belga.

## Economia
Borgloon és al centre de la part septentrional d'Haspengouw, conegut pel conreu de la fruita (maduixes, pomes, peres, gerdons…). Hom i troba una de les subhastes més llargues del país, la Veiling Borgloon.

## Monuments

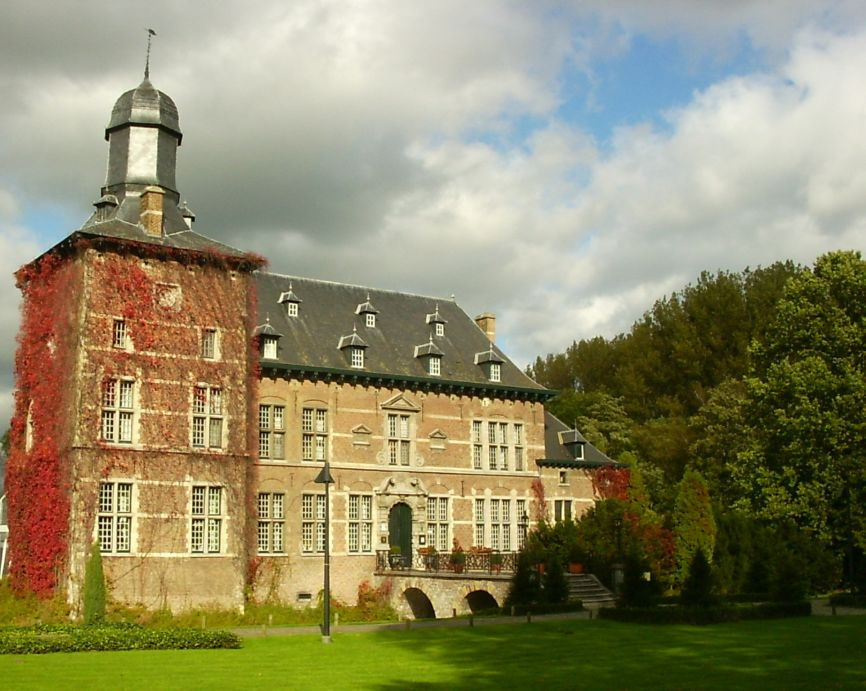
Castell de Rullingen
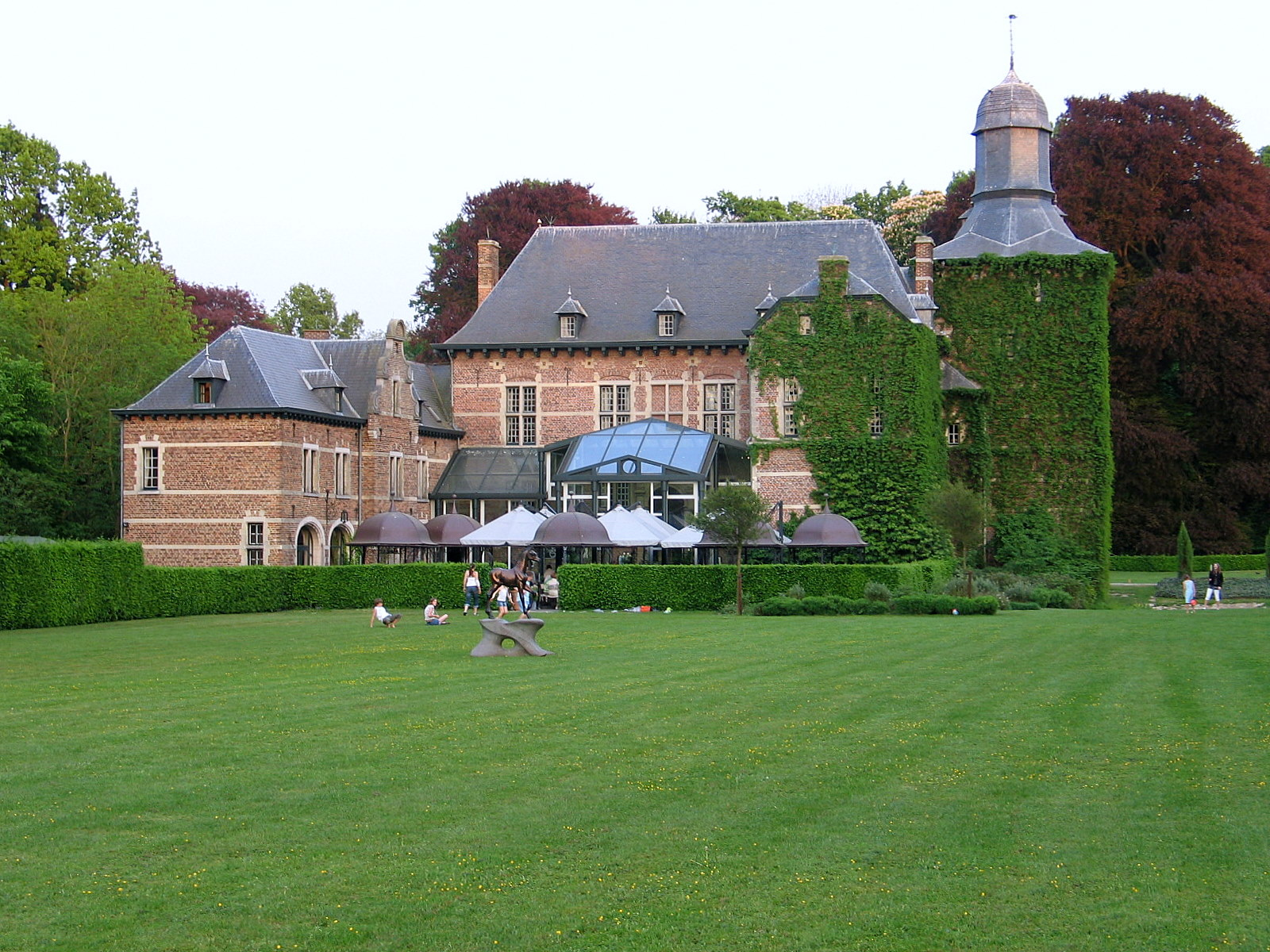
Castell de Rullingen (del darrere)